# Zéphyrin Silvestre
Zéphyrin Silvestre, né le 28 mai 1838 à Cabrières-d'Avignon (Vaucluse) et mort le 8 mai 1896 dans la même commune, est un homme politique français.

## Biographie
Zéphyrin Silvestre commence sa carrière politique aux élections législatives de 1876, sans succès, pour l'arrondissement d'Apt. Il est élu en 1877. Mais les élections sont annulées lors de la vérification des pouvoirs.

## À voir aussi